# Igreja de Santa Eufémia
A Igreja de Santa Eufémia é um templo católico dedicado à Santa Eufémia de Orense localizado na província de Orense, na Galiza (Espanha). Situa-se no cruzamento da Rua Lamas Carvajal com a Rua Praza de Santa Eufêmia, numa zona próxima da Plaza Mayor da cidade. Além disso, encontra-se a poucos metros da Catedral de Orense, um grande templo barroco que foi construído entre os séculos século XVII e século XVIII. Esta é, juntamente com a Santa María Madre, a maior igreja da cidade.

## História
Esta igreja é dedicada a Santa Eufémia, uma santa que foi martirizada durante o reinado do Imperador Adriano. Em 1060, séculos após a sua morte, uma pastora descobriu um túmulo em Campelo do qual se projetava uma mão com um anel de ouro num dedo. A mulher pegou nele e perdeu a fala, só conseguindo recuperá-la depois de devolver a jóia à mão que a segurava. Segundo a lenda, ouviu-se então uma voz afirmando que ali jazia o túmulo de Santa Eufémia.
Os restos mortais foram trasladados e sepultados sob o altar da ermida de Santa Marina, entre as dioceses de Braga e Orense. Em 1159, o bispo de Orense, Pedro Seguín, com a ajuda de um residente de Manín, tentou transladar o corpo da santa para a catedral da cidade. Isto encontrou oposição por parte dos paroquianos de Braga, dando origem a uma disputa entre as duas dioceses. Para resolver o dilema, decidiu-se colocar a urna contendo o corpo da santa numa carroça puxada por bois e enterrar os seus restos mortais onde quer que os animais fossem. Os bois seguiram em direção a Orense, parando na zona de Seijaalvo, onde foi erguido um cruzeiro e de onde os restos mortais foram transladados para a capital, explicando este facto o destaque que a Santa Eufémia aí recebe.
A Igreja de Santa Eufemia foi construída em 1653 pela Ordem da Companhia de Jesus como parte de um colégio jesuíta e, em 1767, tornou-se igreja paroquial da Diocese de Ourense.
As obras desta igreja começaram em meados do século XVII e foram realizadas por uma fundação privada. No entanto, a sua fachada só foi concluída um século mais tarde. As suas abóbadas e cúpula foram construídas no século XIX e, mais tarde, em 1985, José Cid Menor criou a escultura com a imagem de Santa Eufémia, adornando assim o nicho central. Quatro anos mais tarde, em 1989, foi construída a torre do campanário. O arquiteto responsável pela sua construção foi Frei Plácido Iglesias, que também projetou a galeria superior do Mosteiro de Celanova.
No interior da igreja destaca-se o altar-mor, proveniente da antiga Igreja de São Francisco. Além disso, sofreu muitos danos durante a invasão francesa e, posteriormente, serviu de abrigo aos soldados portugueses durante a Primeira Guerra Carlista. A inauguração do culto data de 26 de maio de 1683. O templo foi o segundo construído no local pelos filhos de Santo Inácio de Loyola.